# Manduca diffissa
Manduca diffissa, là một loài bướm đêm thuộc họ Sphingidae. M. difissa diffissa gặp ở Argentina, but is one of five subspecies.

## miêu tả

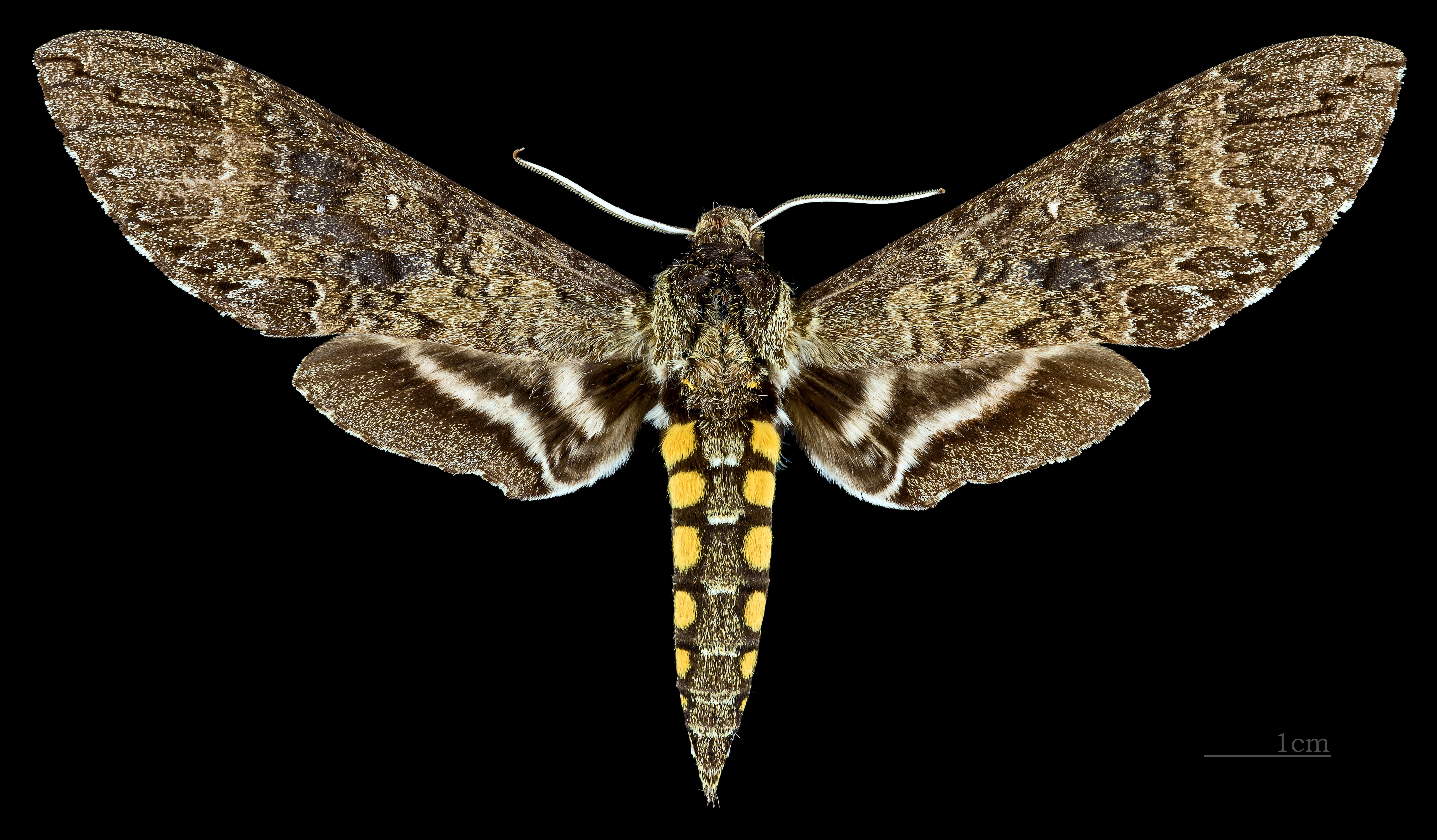
♂
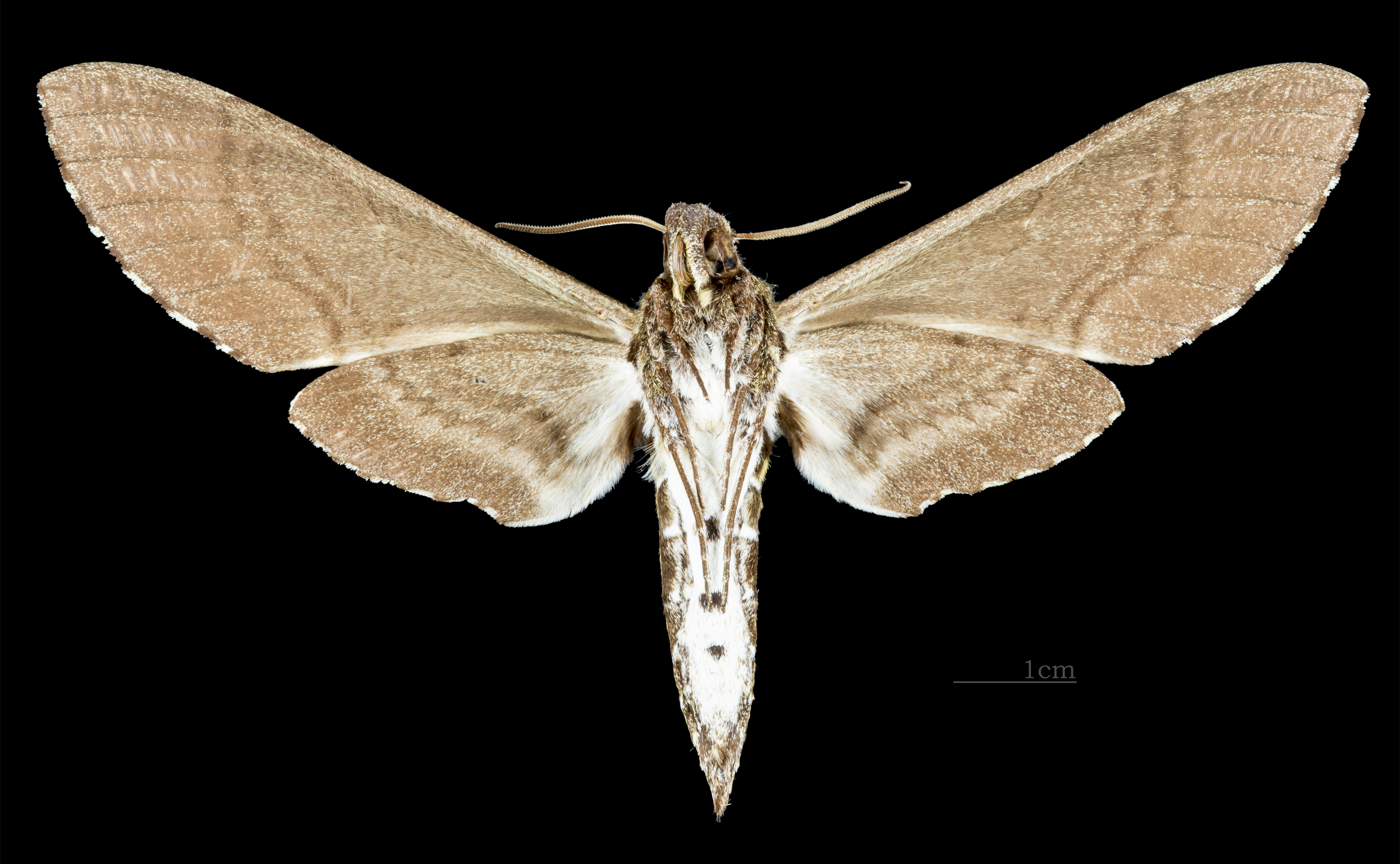
♂ △
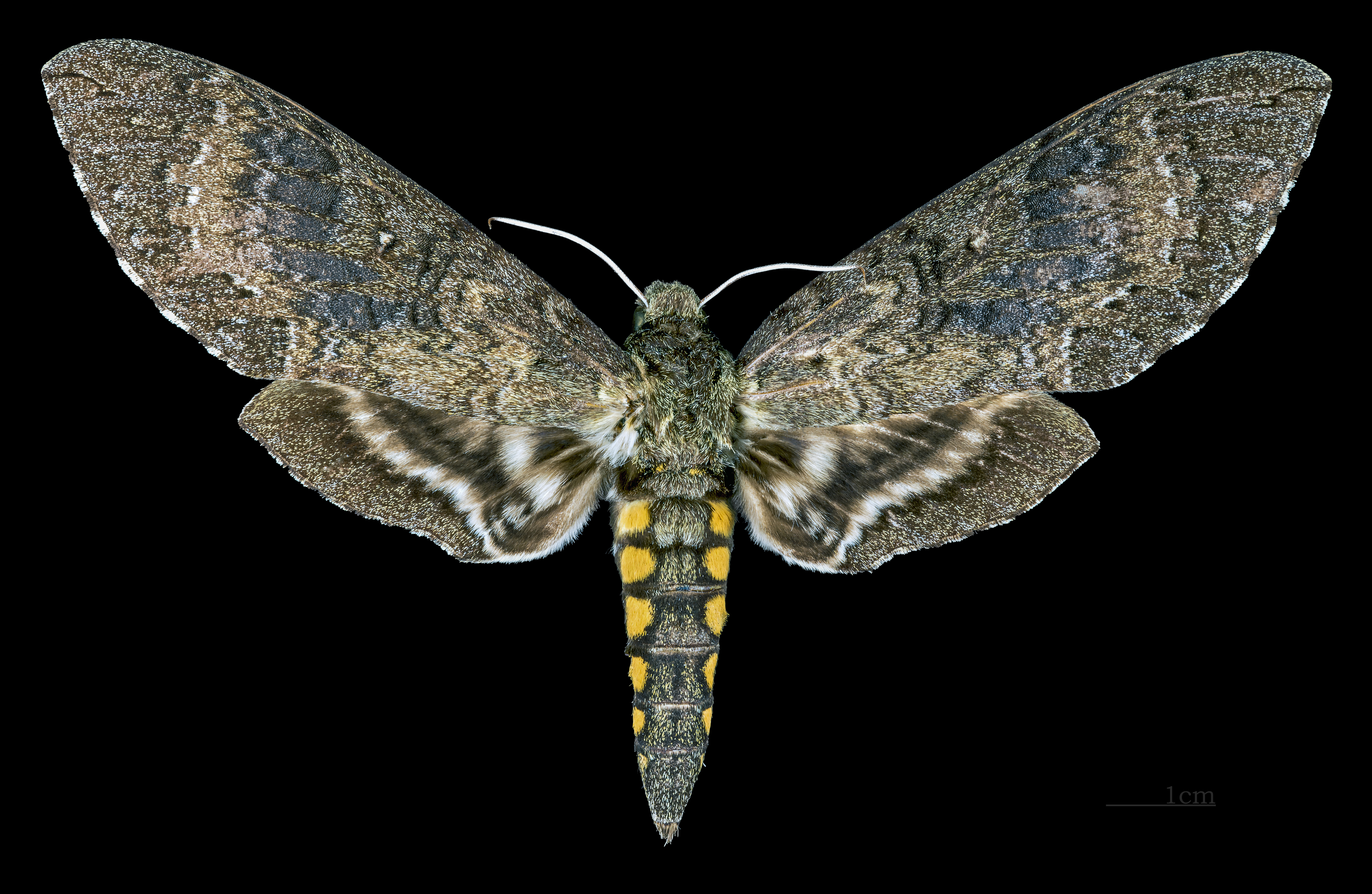
♀
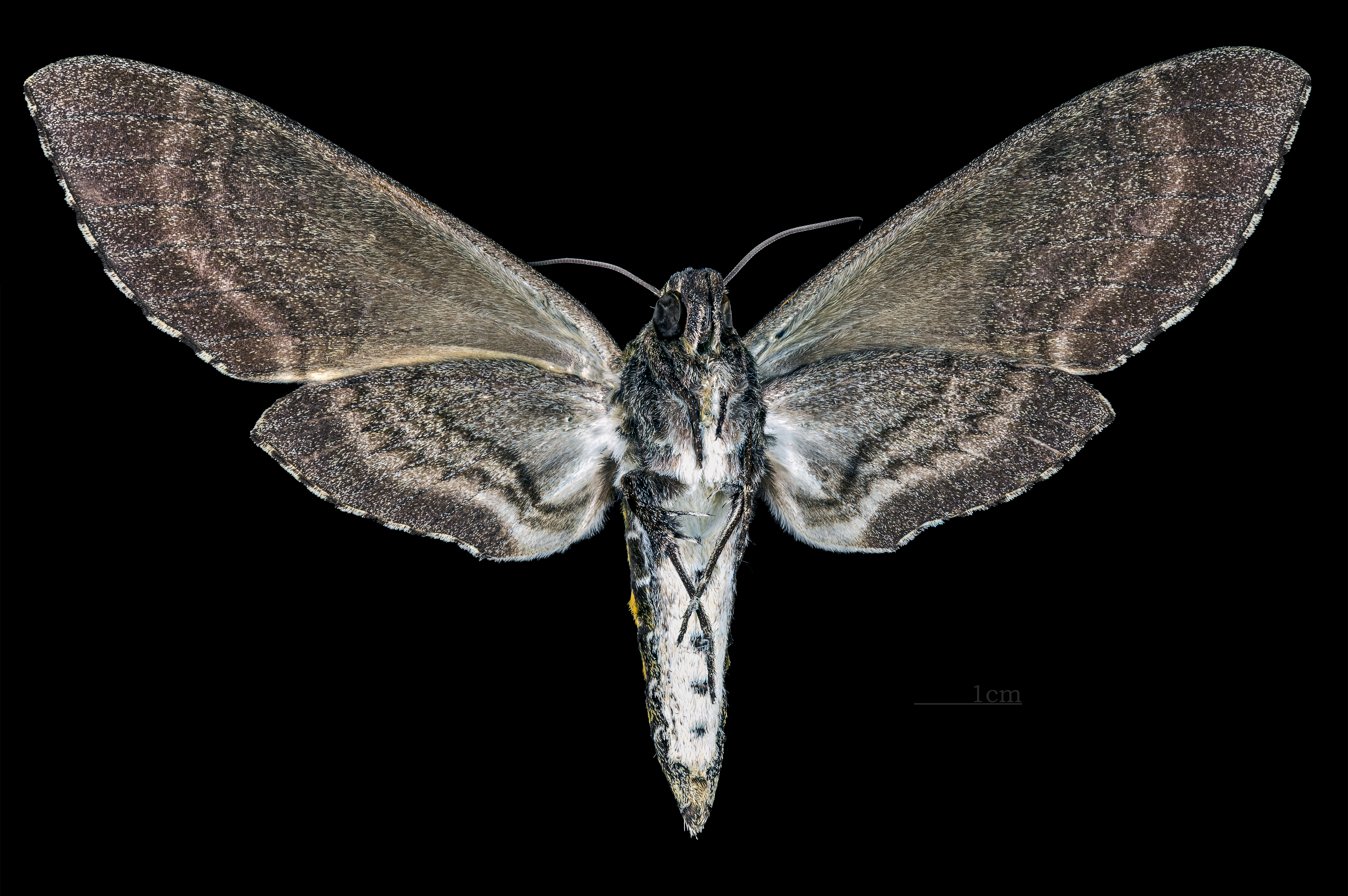
♀ △

## Phụ loài
Manduca diffissa has five subspecies:
- M. diffissa diffissa (Butler, 1871), gặp ở Argentina
- M. diffissa mesosa (Rothschild & Jordan, 1916), gặp ở Argentina
- M. diffissa petuniae (Boisduval, 1875), gặp ở Brasil
- M. diffissa tropicalis (Rothschild & Jordan, 1903), gặp ở Guyana
- M. diffissa zischkai (Kernbach, 1952), gặp ở Bolivia

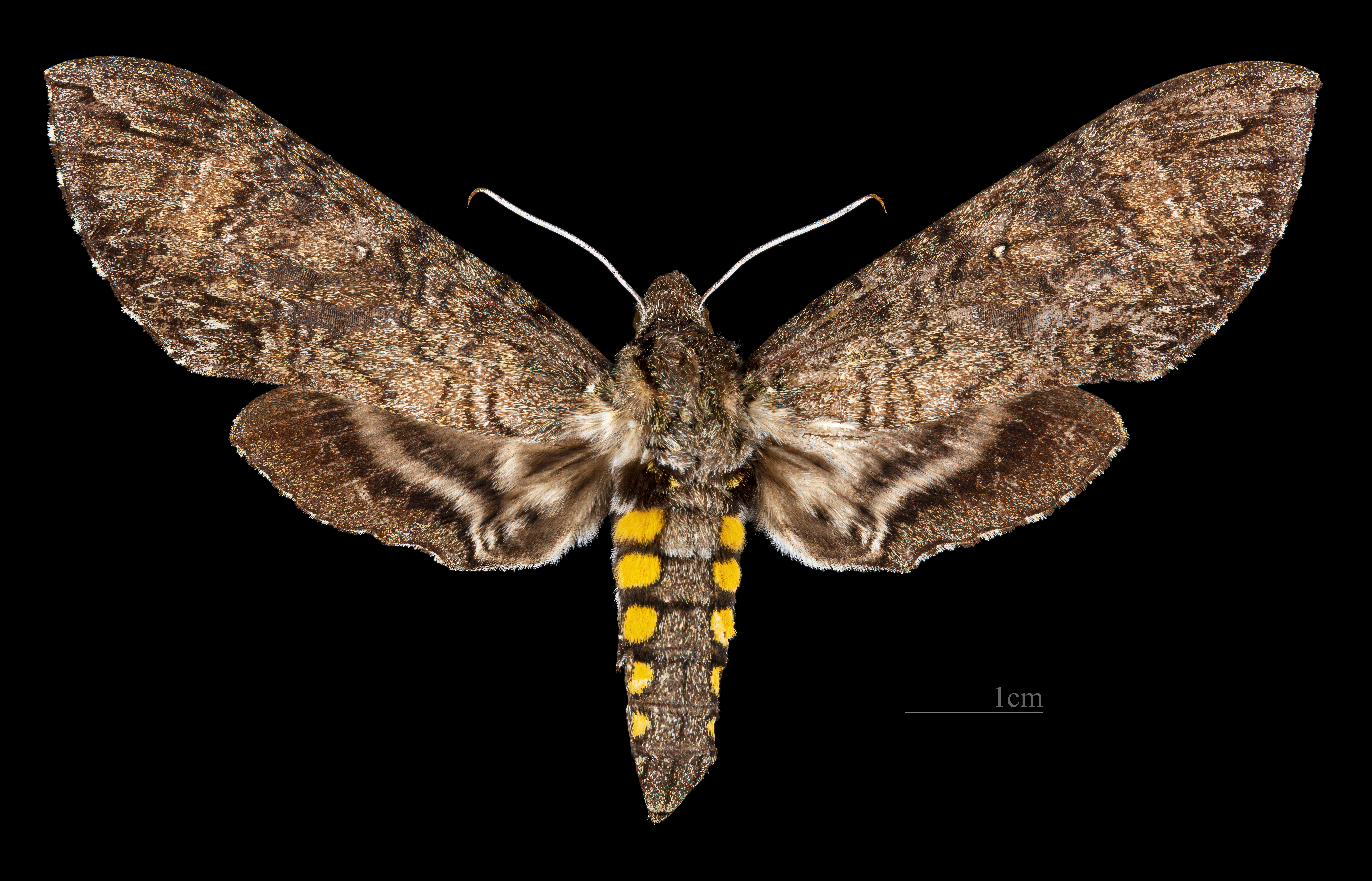
Manduca diffissa mesosa♂
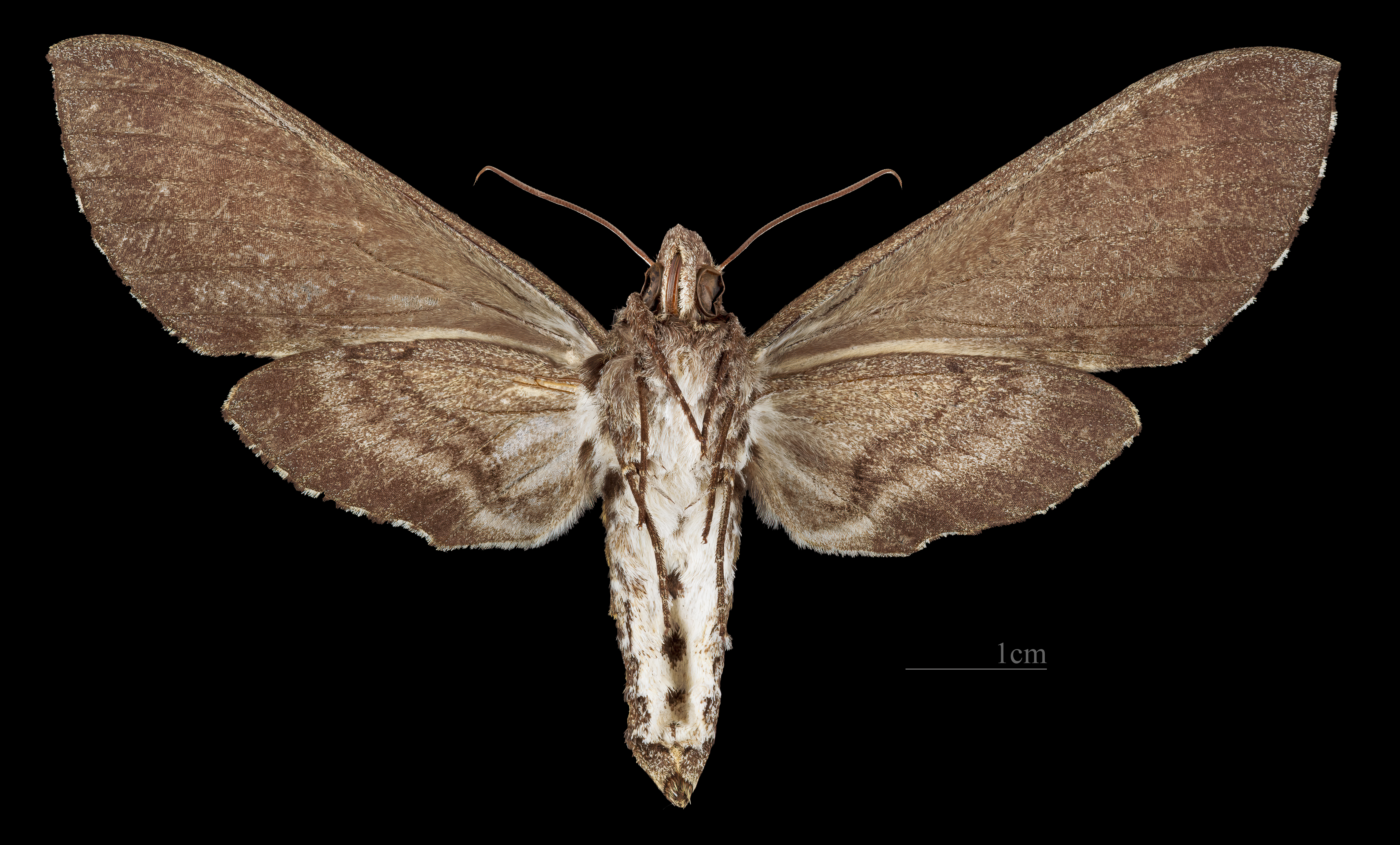
Manduca diffissa mesosa♂ △

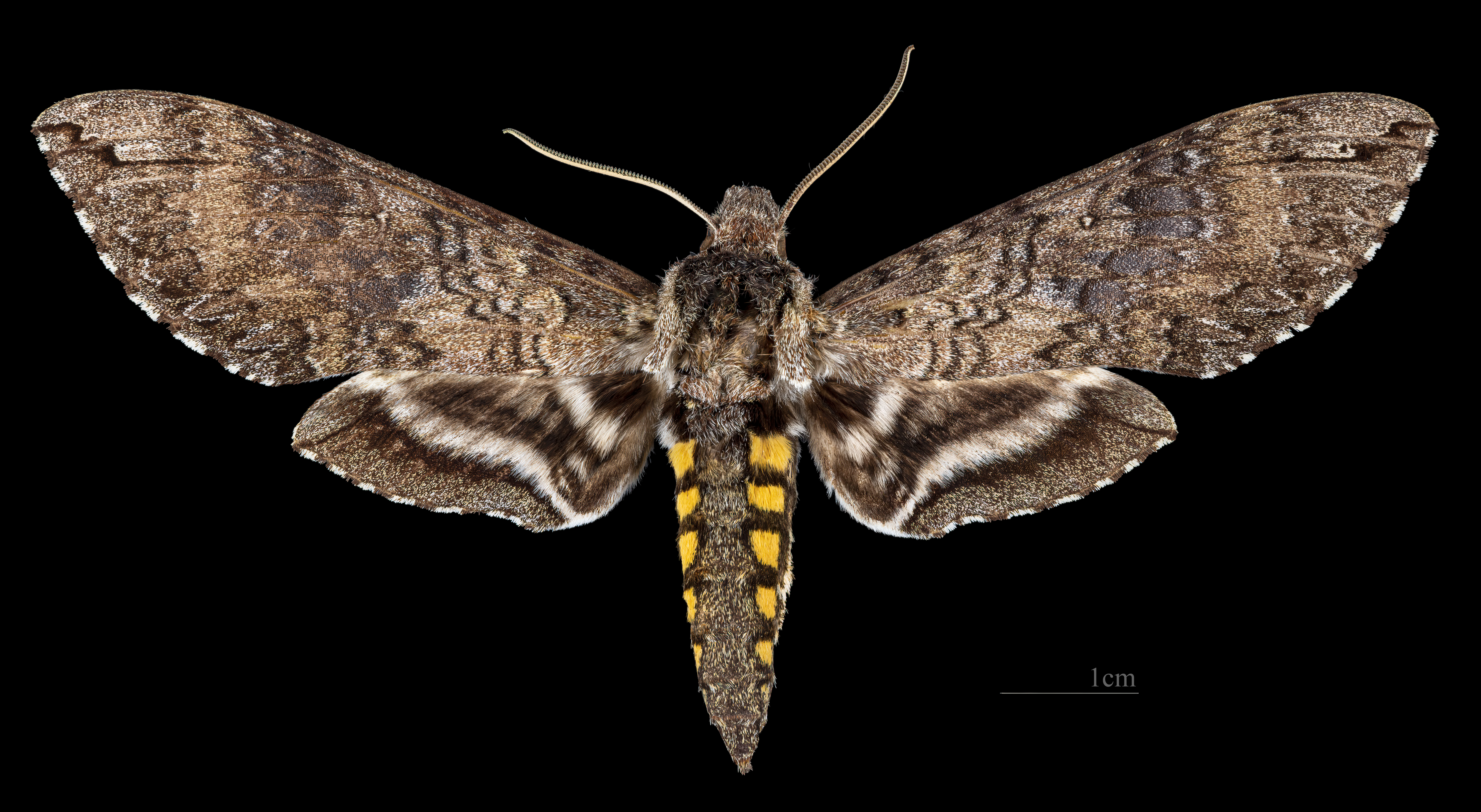
Manduca diffissa petuniae ♂
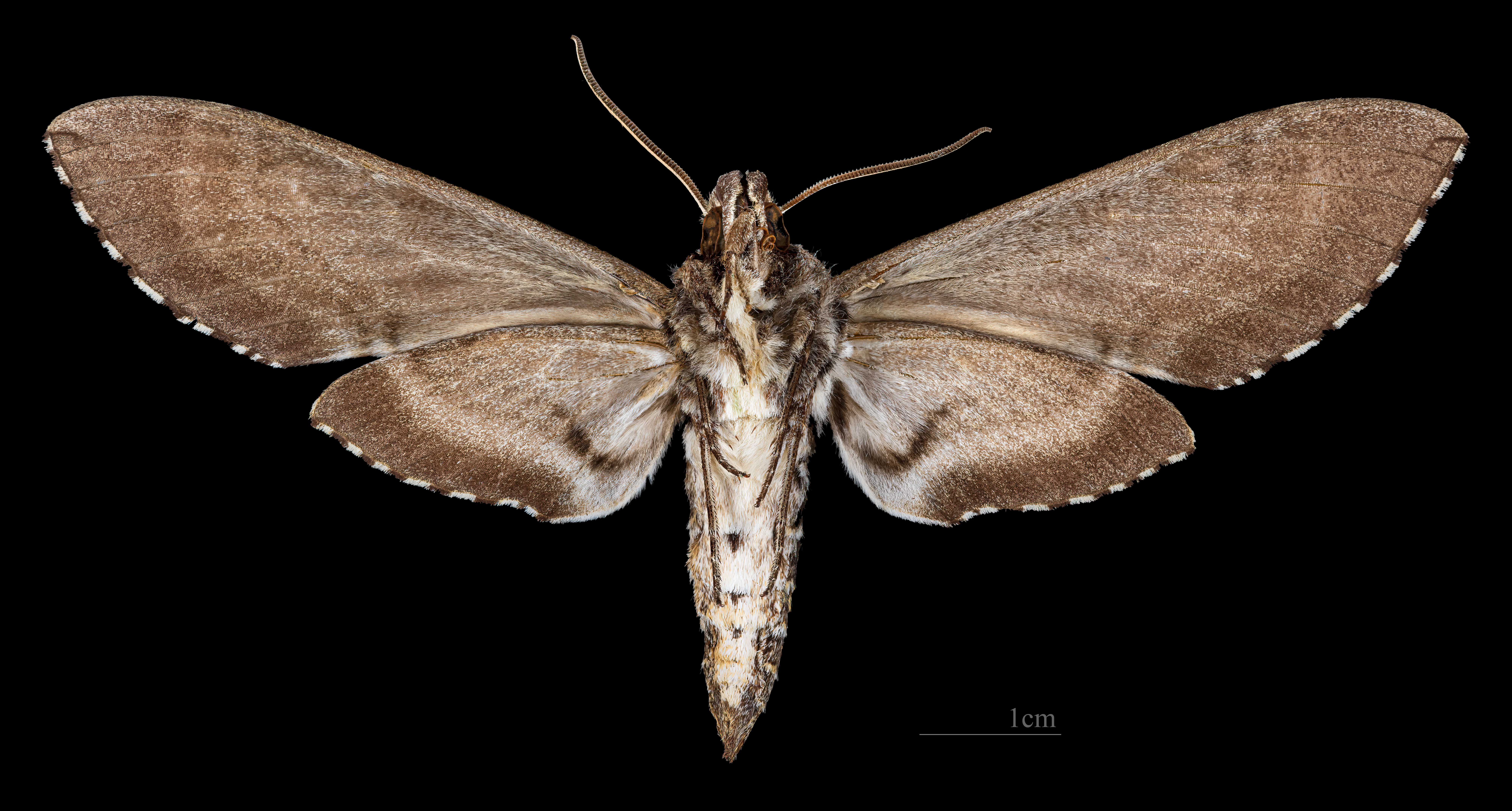
Manduca diffissa petuniae ♂ △
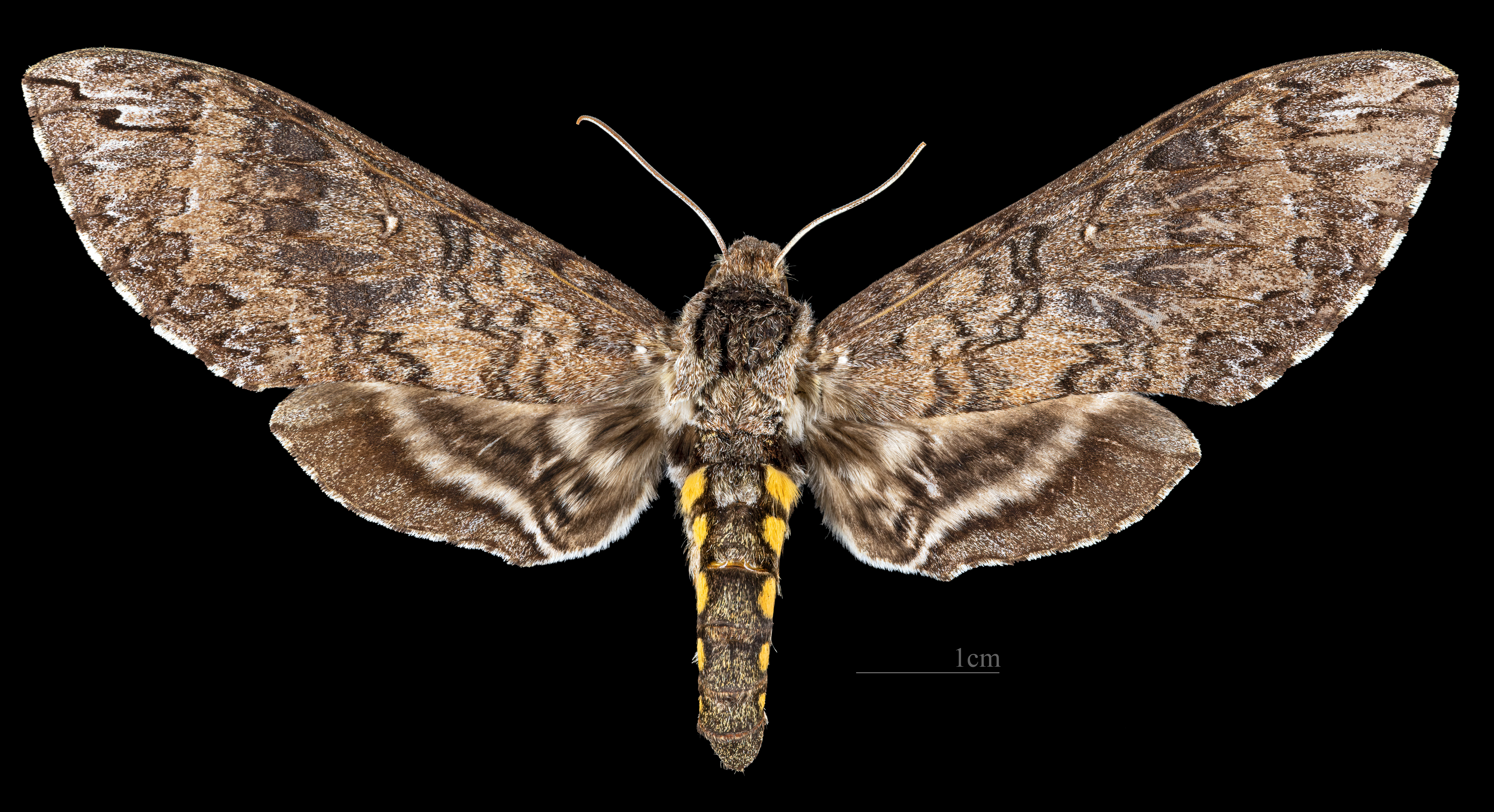
Manduca diffissa petuniae ♀
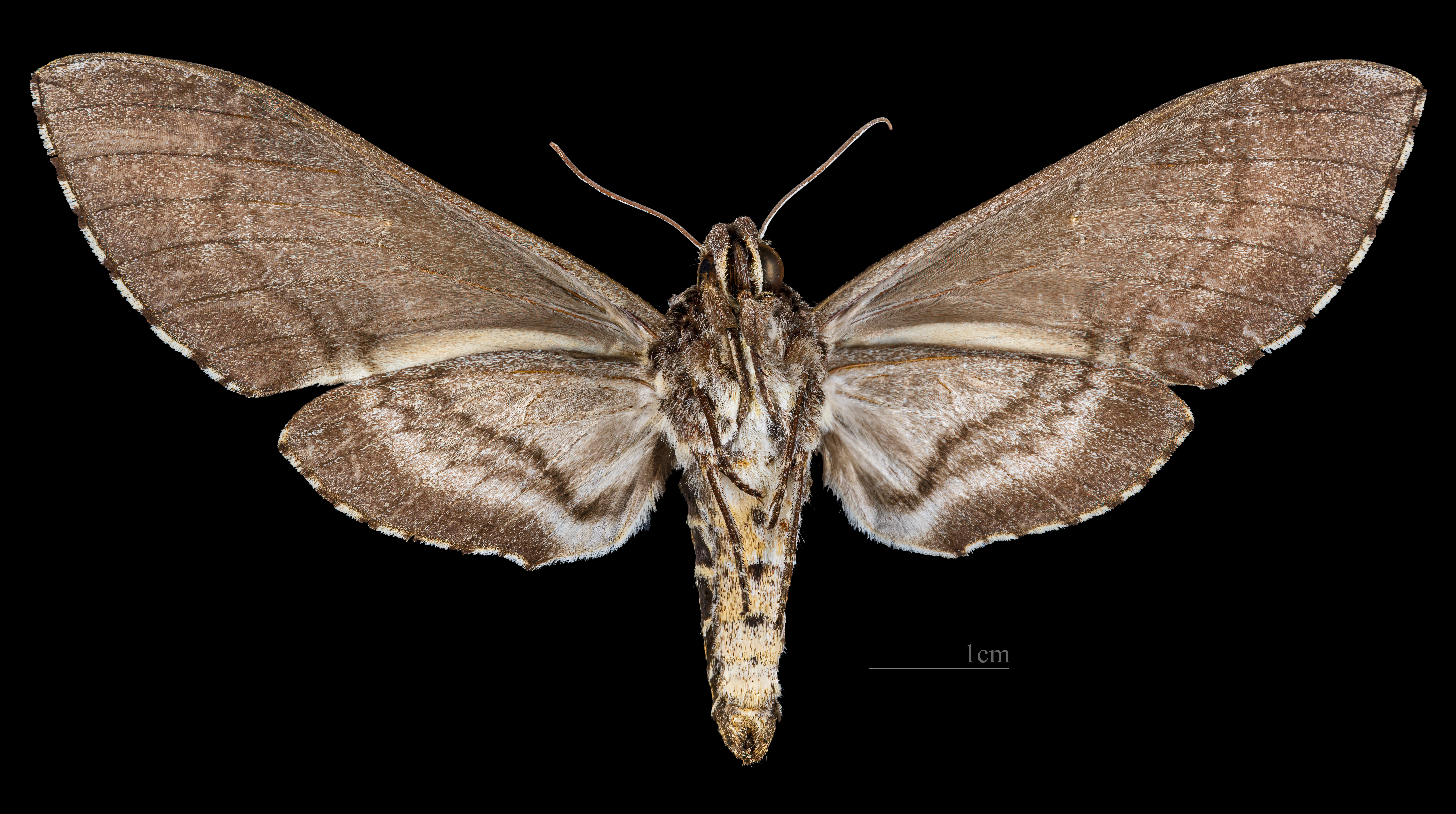
Manduca diffissa petuniae ♀ △

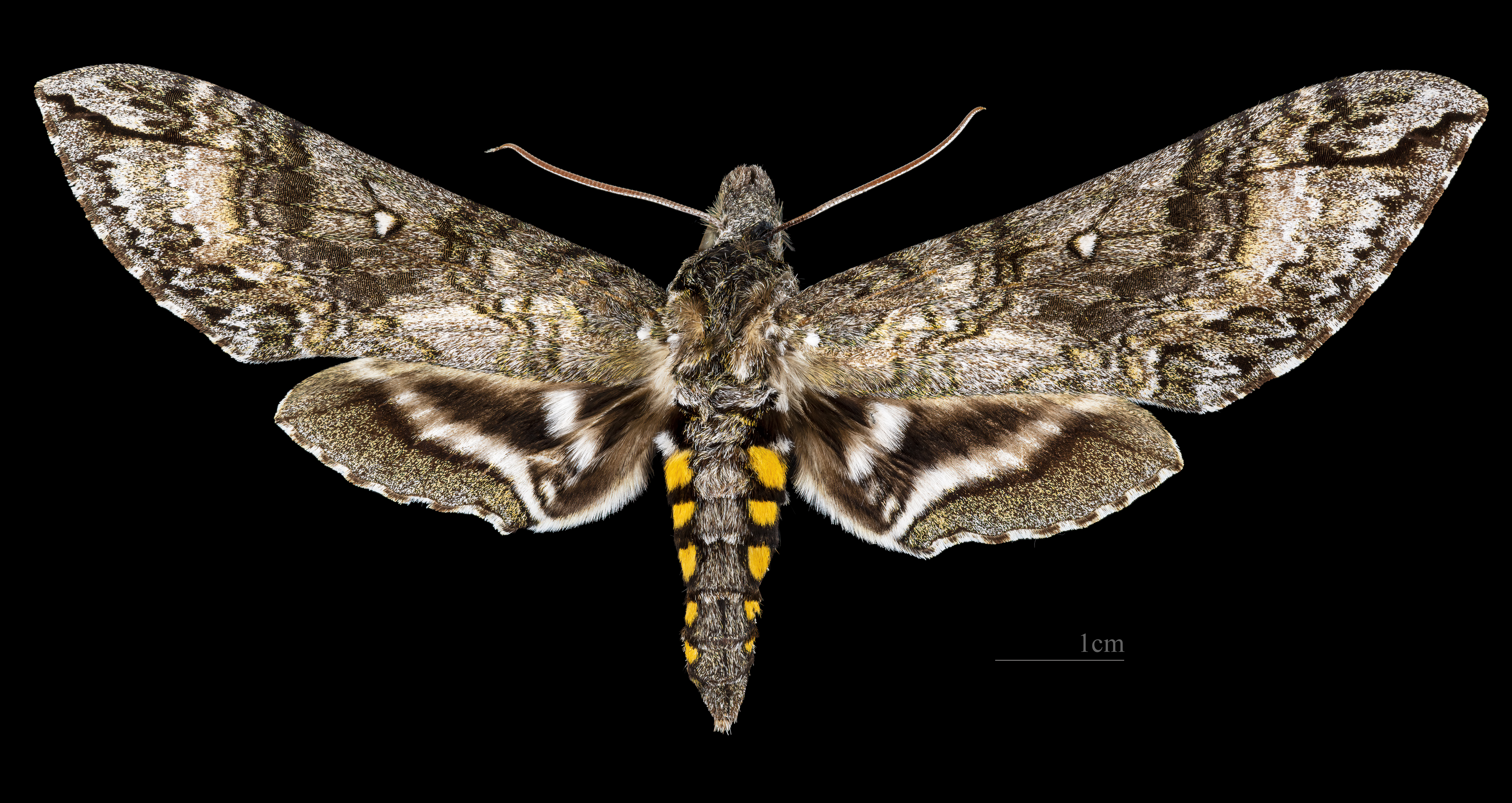
Manduca diffissa zischkai  ♂
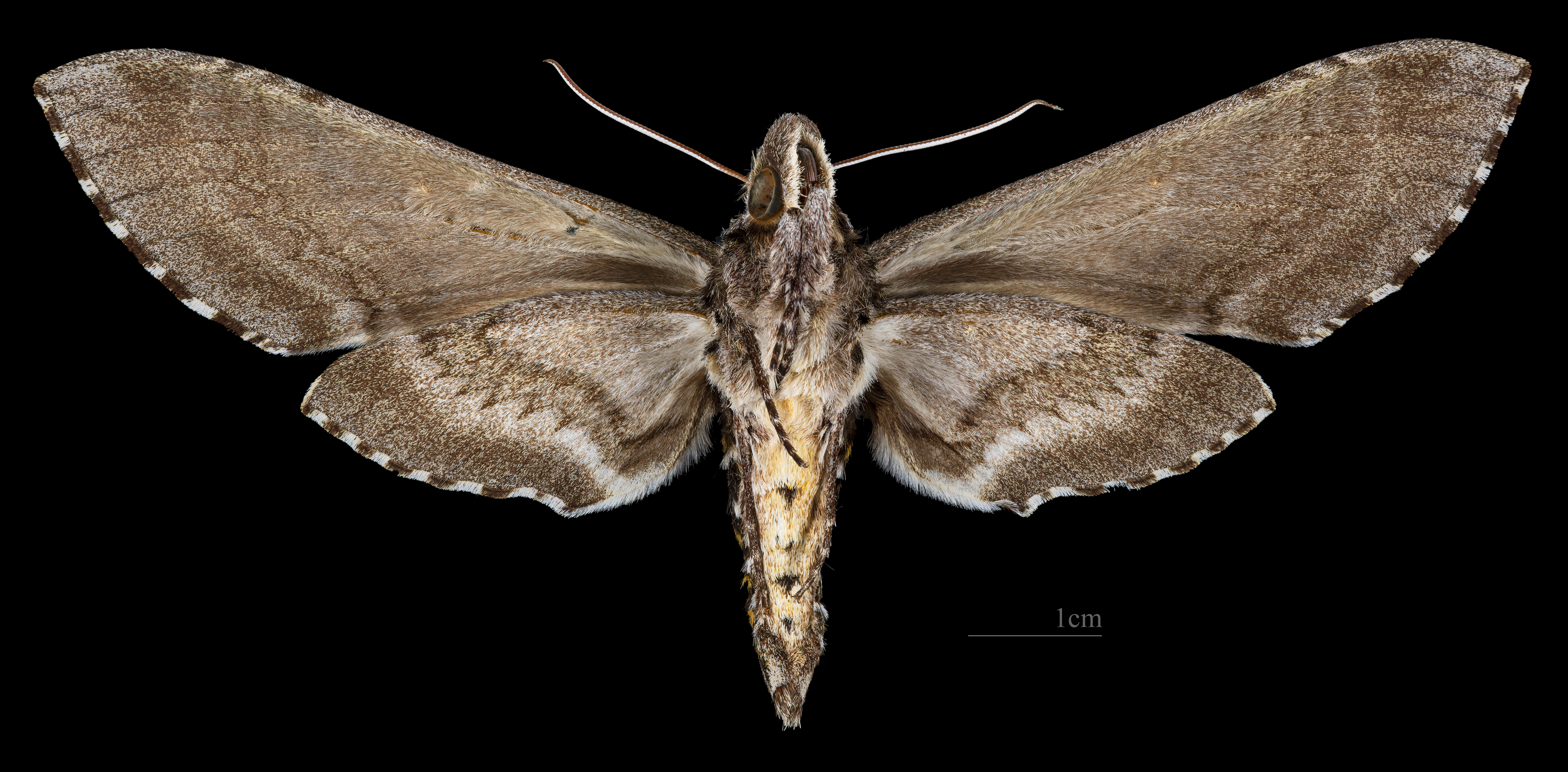
Manduca diffissa zischkai ♂ △